# گل فصل لیگ برتر انگلستان

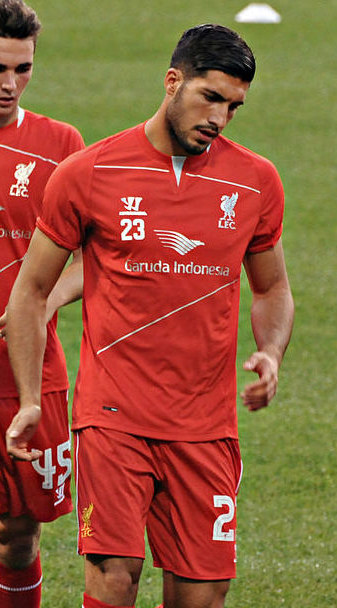
امره جان، برنده اولین جایزه بهترین گل فصل لیگ برتر انگلستان در فصل ۲۰۱۶–۱۷

گل فصل لیگ برتر انگلستان، جایزه‌ای است که در لیگ برتر انگلستان به بهترین گل در یک فصل اهدا می‌شود. نامزدهای بهترین گل فصل از بهترین گل‌های ماه انتخاب می شوند و رای گیری این انتخاب به صورت عمومی در وب سایت لیگ برتر انگلستان توسط کاربران و همچنین کارشناسان فوتبالی انجام می‌گیرد.

## برندگان
| فصل     | نام بازیکن       | ملیت      | نام باشگاه     | نتیجه بازی[A] | تیم حریف           | تاریخ      | منبع. |
| ------- | ---------------- | --------- | -------------- | ------------- | ------------------ | ---------- | ----- |
| ۲۰۱۶–۱۷ | امره جان         | آلمان     | لیورپول        | ۱–۰           | واتفورد            | ۲۰۱۷-۰۵-۰۱ | [ ۱ ] |
| ۲۰۱۷–۱۸ | سفیان بوفال      | مراکش     | ساوت‌همپتون     | ۱–۰           | وست برومویچ آلبیون | ۲۰۱۷-۱۰-۲۱ | [ ۲ ] |
| ۲۰۱۸–۱۹ | اندروس تاونزند   | انگلستان  | کریستال پالاس  | ۲–۱           | منچستر سیتی        | ۲۰۱۸-۱۲-۲۲ | [ ۳ ] |
| ۲۰–۲۰۱۹ | سون هیونگ مین    | کره جنوبی | تاتنهام        | ۳–۰           | برنلی              | ۲۰۱۹-۱۲-۷  |       |
| ۲۱–۲۰۲۰ | اریک لاملا       | آرژانتین  | تاتنهام        | ۱–۰           | آرسنال             | ۲۰۲۱-۳-۱۴  |       |
| ۲۲–۲۰۲۱ | محمد صلاح        | مصر       | لیورپول        | ۲–۱           | منچستر سیتی        | ۲۰۲۱-۱۰-۳  |       |
| ۲۳–۲۰۲۲ | خولیو انسیسو     | پاراگوئه  | برایتون        | ۱–۱           | منچستر سیتی        | ۲۰۲۳-۵-۲۴  |       |
| ۲۴–۲۰۲۳ | الخاندرو گارناچو | آرژانتین  | منچستر یونایتد | ۱–۰           | اورتون             | ۲۰۲۳-۱۱-۲۶ |       |